# Armatocereus
Armatocereus es un género de plantas suculentas endémicos de Ecuador y Perú, perteneciente a la familia Cactaceae. Contiene 7 especies aceptadas.

## Descripción
Las especies del género Armatocereus son cactus columnares, con forma de arbusto o de árbol, con tallos cilíndricos, erectos y ramificados. Los tallos tienen entre 5 y 12 costillas muy pronunciadas, y están formados por secciones delimitadas por un "cuello" más estrecho entre ellas, correspondiente al crecimiento anual. Presentan areolas grandes y con espinas fuertes, aunque algunas veces pueden estar ausentes. 
Las flores son bastante grandes, de forma tubular o estrecha en forma de embudo. Aparecen de noche, por lo que son polinizadas por murciélagos y polillas. Presentan un ovario, un tubo floral espinoso y son de color blanco (excepto Armatocereus rauhii, que son de color rojo). 
El fruto puede ser rojo o verde, de tamaño grande, globular, con fuertes espinas que se pierden en la madurez. Contiene semillas grandes de color negro en forma de riñón y una pulpa blanca y carnosa.

## Distribución
El área de distribución nativa de este género es el oeste de Sudamérica.

## Taxonomía
El género fue descrito por el botánico alemán Curt Backeberg y publicado en la revista científica Blätter für Kakteenforschung en 1934.
Etimología
Armatocereus: nombre genérico que deriva de las palabras latinas armatus (que significa 'armado') y cereus (que significa 'velas' o 'cirios'), en referencia a la morfología de sus tallos, en forma de columnas espinosas.

## Especies aceptadas
Actualmente, el género Armatocereus consta de 7 especies aceptadas según la Plants of the World Online (POWO):
| Imagen | Nombre científico                                 | Distribución          |
| ------ | ------------------------------------------------- | --------------------- |
|        | Armatocereus cartwrightianus Backeb.              | Ecuador y Perú        |
|        | Armatocereus ghiesbreghtii (K.Schum.) F.Ritter    | Perú                  |
|        | Armatocereus godingianus (Britton & Rose) Backeb. | Ecuador               |
|        | Armatocereus laetus (Kunth) Backeb.               | Oeste de Perú         |
|        | Armatocereus matucanensis Backeb.                 | Sur de Ecuador y Perú |
|        | Armatocereus procerus Rauh & Backeb.              | Perú                  |
|        | Armatocereus rauhii Backeb.                       | Perú                  |